# Ctenomys tucumanus
Espèce
Statut de conservation UICN

 DD  : Données insuffisantes
Ctenomys tucumanus est une espèce animale qui fait partie des rongeurs de la famille des Ctenomyidae. Comme les autres membres du genre Ctenomys, appelés localement des tuco-tucos, c'est un petit mammifère d'Amérique du Sud bâti pour creuser des terriers. Ce rongeur est endémique d'Argentine où il est considéré par l'UICN comme étant peut être menacé.
L'espèce a été décrite pour la première fois en 1900 par le zoologiste britannique Michael Rogers Oldfield Thomas (1858-1929).

## Distribution
Cette espèce est endémique du Nord-Ouest de l'Argentine.

## Étymologie
Son nom d'espèce lui a été donné en référence au lieu de sa découverte, la province de Tucumán.

## Publication originale
- Thomas, 1900 : Descriptions of new rodents from western South America. Annals and Magazine of Natural History, ser. 7, vol. 6, p. 294–302 (texte intégral)